# Цербо
Цербо (итал. Zerbo) је насеље у Италији у округу Павија, региону Ломбардија.
Према процени из 2011. у насељу је живело 435 становника. Насеље се налази на надморској висини од 57 м.

## Становништво
Према резултатима пописа становништва 2011. у општини је живело 445 становника.
| 1936. | 1951. | 1961. | 1971. | 1981. | 1991. | 2001. | 2011. |
| ----- | ----- | ----- | ----- | ----- | ----- | ----- | ----- |
| 771   | 720   | 644   | 579   | 498   | 484   | 466   | 445   |